# Broager Kommune
Broager Kommune i Sønderjyllands Amt havde 5.406 indbyggere pr. 1. januar 1970 og var dermed stor nok til ikke at blive lagt sammen med andre kommuner ved kommunalreformen i 1970.

## Tidligere kommuner
Broager Kommune blev dannet i 1922 ved sammenlægning af de 2 sognekommuner Egernsund og Broager.

## Sogne
Broager Kommune bestod af følgende sogne, begge fra Nybøl Herred:
- Broager Sogn med byerne Broager og Skelde
- Egernsund Sogn med byen Egernsund blev i 1959 udskilt fra Broager Sogn

## Strukturreformen
Ved strukturreformen i 2007 blev kommunen indlemmet i Sønderborg Kommune sammen med Augustenborg Kommune, Gråsten Kommune, Nordborg Kommune, Sundeved Kommune og Sydals Kommune.

## Borgmestre[2]
| Navn                  | Parti             | Periode   |
| --------------------- | ----------------- | --------- |
| Thomas Jensen         | Socialdemokratiet | 1970-1974 |
| Peter Nielsen         | Socialdemokratiet | 1974-1978 |
| Niels Krogh Hansen    | Venstre           | 1978-1986 |
| Peter Nielsen         | Socialdemokratiet | 1986-1990 |
| Jørn Lehmann Petersen | Socialdemokratiet | 1990-2006 |

## Rådhus
Broager Kommunes rådhus på Allegade 4 blev i 2017 indviet som medborgerhuset Broagerhus.